# 班克羅夫特 (緬因州)
班克羅夫特（英語：Bancroft）是位於美國緬因州阿魯斯圖克縣的一個未組織地區。

## 地方資料
班克羅夫特的面積為106.16平方千米，當中陸地面積為104.71平方千米，而水域面積為1.45平方千米。根據2010年美國人口普查的數據，當地共有人口57人，而人口密度為每平方千米0.54人。